# Chacé
Chacé foi uma comuna francesa na região administrativa da Pays de la Loire, no departamento de Maine-et-Loire. Estendia-se por uma área de 6,42 km². Em 2010 a comuna tinha 3 578 habitantes (densidade: 557,3 hab./km²).
Em 1 de janeiro de 2019, passou a formar parte da nova comuna de Bellevigne-les-Châteaux.